# Проезд Одоевского (Москва)
Проезд Одо́евского расположен на Юго-Западе Москвы, на территории муниципального района Ясенево. Проходит от Голубинской улицы до Вильнюсской улицы, параллельно Московской кольцевой автодороге. Название получили 11 октября 1978 года проектируемые проезды № 5411 и № 5412 (часть). Первоначально (согласно Решению Исполнительного комитета Московского городского Совета народных депутатов от 11 октября 1978 года № 3212) планировался «кольцеобразно с выходом на проектируемый проезд № 5410» (судьба которого на данный момент неизвестна).

## История
На месте проезда с XVII века по 1983 год существовало селение Малое Голубино, первоначально называвшееся деревня Фролово. В Малом Голубине находилась помещичья усадьба, перед революцией принадлежавшая графам Салтыковым — родственникам Бутурлиных, владельцев соседней усадьбы Ясенево. Прокладка МКАД разделила Малое Голубино на две части: усадьба и парк оказались на территории Москвы, а южная часть имения с каскадными прудами (ныне спущеными) в Подмосковье (ныне в Новой Москве). Верхний пруд сохранился, но его границы изменены прокладкой МКАД. В 1980-е территория Малого Голубина была застроена 16-этажными панельными домами. В начале 1990-х годов сооружены дома-«башни» (№ 3 корпус 7, № 7 корпус 7 и № 11 корпус 7), сразу ставшие архитектурными доминантами проезда. Частично сохранился усадебный парк с прудом на водоразделе реки Битцы. Пруд называется Конским. На пруду находится островок, на котором, видимо, первоначально находился павильон.

## Название
Проезд назван в честь поэта-декабриста князя Александра Ивановича Одоевского в 1978 году. Непродолжительное время в 1990-х годах бытовало название улица Одоевского.

## Достопримечательности
Дом № 13 — Православная классическая гимназия «Радонеж».
Конец чётной стороны: парк усадьбы Малое Голубино (XIX в.).

## Транспорт
Ближайшие к проезду Одоевского станции метро — «Тёплый Стан» и «Ясенево». По всему проезду проходит автобус 647.